# Óscar 2019
A 91.ª cerimónia do Óscar (ou Óscar 2019, no original, em inglês, 91st Academy Awards) foi uma transmissão televisiva, organizada pela Academia de Artes e Ciências Cinematográficas, para premiar os melhores atores, técnicos e filmes de 2018.
A cerimónia, realizada em 24 de fevereiro de de 2019 e televisionada pela ABC, ocorreu no Teatro Dolby em Los Angeles, Califórnia, onde foram entregues as estatuetas em 24 categorias. Os produtores do evento foram Donna Gigliotti e Glenn Weiss e a realização foi, também, de Glenn Weiss.
Green Book venceu três categorias, incluindo Melhor Filme, e Bohemian Rhapsody venceu quatro, sendo a obra mais premiada da cerimónia. Roma e Black Panther também foram galardoados com três prémios, incluindo Melhor Diretor para Alfonso Cuarón. Olivia Colman venceu a categoria de Melhor Atriz por interpretar Ana da Grã-Bretanha no filme The Favourite.

## Cronograma
| Data                    | Evento                                                       |
| ----------------------- | ------------------------------------------------------------ |
| 18 de novembro de 2018  | Entrega dos Governors Awards                                 |
| 7 de janeiro de 2019    | Início da votação para definir os nomeados                   |
| 14 de janeiro de 2019   | Fecho da votação para definir os nomeados                    |
| 22 de janeiro de 2019   | Anúncio dos nomeados por Kumail Nanjiani e Tracee Ellis Ross |
| 12 de fevereiro de 2019 | Início da votação para definir os vencedores                 |
| 19 de fevereiro de 2019 | Fecho da votação para definir os vencedores                  |
| 24 de fevereiro de 2019 | Cerimónia de entrega dos Óscares                             |

## Prémios honorários
A 10.ª cerimónia dos Governors Awards ocorreu em 18 de novembro de 2018 e foram entregues os seguintes prémios honoríficos:

### Óscar Honorário
- Cicely Tyson — atriz;
- Lalo Schifrin — compositor;
- Marvin Levy — relações públicas.

### Prémio Memorial Irving G. Thalberg
- Kathleen Kennedy e Frank Marshall — produtores.

## Vencedores e nomeados
| Melhor Filme Green Book – Jim Burke, Charles B. Wessler, Brian Hayes Currie, Peter Farrelly e Nick Vallelonga - A Star Is Born – Bill Gerber, Bradley Cooper e Lynette Howell Taylor - Bohemian Rhapsody – Graham King - Black Panther – Kevin Feige - BlacKkKlansman – Spike Lee, Sean McKittrick, Jason Blum, Raymond Mansfield e Jordan Peele - Roma – Alfonso Cuarón e Gabriela Rodriguez - The Favourite – Ceci Dempsey, Ed Guiney, Lee Magiday e Yorgos Lanthimos - Vice – Dede Gardner, Jeremy Kleiner, Adam McKay e Kevin J. Messick | Melhor Realizador/Diretor Alfonso Cuarón – Roma - Adam McKay – Vice - Yorgos Lanthimos – The Favourite - Spike Lee – BlacKkKlansman - Pawel Pawlikowski – Zimna wojna |
| Melhor Ator Principal/Ator Rami Malek – Bohemian Rhapsody como Freddie Mercury - Bradley Cooper – A Star Is Born como Jackson "Jack" Maine - Christian Bale – Vice como Dick Cheney - Viggo Mortensen – Green Book como Frank "Tony Lip" Vallelonga - Williem Dafoe – At Eternity's Gate como Vincent van Gogh | Melhor Atriz Principal/Atriz Olivia Colman – The Favourite como Ana da Grã-Bretanha - Lady Gaga – A Star Is Born como Ally Campana - Glenn Close – The Wife como Joan Castleman - Melissa McCarthy – Can You Ever Forgive Me? como Lee Israel - Yalitza Aparicio – Roma como Cleodegaria "Cleo" Gutiérrez |
| Melhor Ator Secundário/Coadjuvante Mahershala Ali – Green Book como "Doc" Don Shirley - Adam Driver – BlacKkKlansman como Detective Philip "Flip" Zimmerman - Richard E. Grant – Can You Ever Forgive Me? como Jack Hock - Sam Elliott – A Star Is Born como Bobby Maine - Sam Rockwell – Vice como George W. Bush | Melhor Atriz Secundária/Coadjuvante Regina King – If Beale Street Could Talk como Sharon Rivers - Amy Adams – Vice como Lynne Cheney - Emma Stone – The Favourite como Abigail Hill - Rachel Weisz – The Favourite como Sarah Churchill, Duchess of Marlborough - Marina de Tavira – Roma como Sofia |
| Melhor Argumento/Roteiro Original Green Book – Peter Farrelly, Nick Vallelonga e Brian Hayes Currie - First Reformed – Paul Schrader - Roma – Alfonso Cuarón - The Favourite – Deborah Davis e Tony McNamara - Vice – Adam McKay | Melhor Argumento/Roteiro adaptado BlacKkKlansman – Spike Lee, David Rabinowitz, Charlie Wachtel e Kevin Willmott - A Star Is Born – Bradley Cooper, Will Fetters e Eric Roth - Can You Ever Forgive Me? – Nicole Holofcener e Jeff Whitty - If Beale Street Could Talk – Barry Jenkins - The Ballad of Buster Scruggs – Joel Coen e Ethan Coen                                                                                       |
| Melhor Filme de Animação Spider-Man: Into the Spider-Verse – Bob Persichetti, Peter Ramsey, Rodney Rothman, Phil Lord e Christopher Miller - Incredibles 2 – Brad Bird, John Walker e Nicole Paradis Grindle - Isle of Dogs – Wes Anderson, Scott Rudin, Steven Rales e Jeremy Dawson - Mirai no Mirai – Mamoru Hosoda e Yūichirō Saitō - Ralph Breaks the Internet – Rich Moore, Phil Johnston e Clark Spencer | Melhor Filme Estrangeiro Roma ( México) – Alfonso Cuarón - Capharnaüm ( Líbano) – Nadine Labaki - Zimna wojna ( Polónia) – Paweł Pawlikowski - Werk ohne Autor ( Alemanha) – Florian Henckel von Donnersmarck - Manbiki Kazoku ( Japão) – Hirokazu Kore-eda |
| Melhor Documentário em Longa-metragem Free Solo – Elizabeth Chai Vasarhelyi, Jimmy Chin, Evan Hayes e Shannon Dill - Hale County This Morning, This Evening – RaMell Ross, Joslyn Barnes e Su Kim - Minding the Gap – Bing Liu e Diane Quon - Kinder des Kalifats – Talal Derki, Ansgar Frerich, Eva Kemme e Tobias Siebert - RBG – Betsy West e Julie Cohen | Melhor Documentário em Curta-metragem Period. End of Sentence. – Rayka Zehtabchi e Melissa Berton - End Game – Rob Epstein e Jeffrey Friedman - Black Sheep – Ed Perkins e Jonathan Chinn - Lifeboat – Skye Fitzgerald e Bryn Mooser - A Night at the Garden – Marshall Curry |
| Melhor Curta-metragem Skin – Guy Nattiv e Jaime Ray Newman - Detainment – Vincent Lambe e Darren Mahon - Fauve – Jérémy Comte e Maria Gracia Turgeon - Marguerite – Marianne Farley e Marie-Hélène Panisset - Madre – Rodrigo Sorogoyen e María del Puy Alvarado | Melhor Animação em Curta-metragem Bao – Domee Shi e Becky Neiman - Animal Behaviour – Alison Snowden e David Fine - Late Afternoon – Louise Bagnall e Nuria González Blanco - One Small Step – Andrew Chesworth e Bobby Pontillas - Weekends – Trevor Jimenez |
| Melhor Banda/Trilha Sonora Black Panther – Ludwig Göransson - BlacKkKlansman – Terence Blanchard - If Beale Street Could Talk – Nicholas Britell - Isle of Dogs – Alexandre Desplat - Mary Poppins Returns – Marc Shaiman | Melhor Canção Original "Shallow" por A Star Is Born – Lady Gaga, Mark Ronson, Anthony Rossomando e Andrew Wyatt - "All the Stars" por Black Panther – Kendrick Lamar, SZA, Sounwave e Al Shux - "The Place Where Lost Things Go" por Mary Poppins Returns – Marc Shaiman - "I'll Fight" por RBG – Diane Warren - "When a Cowboy Trades His Spurs for Wings" por The Ballad of Buster Scruggs – David Rawlings e Gillian Welch        |
| Melhor Edição de Som Bohemian Rhapsody – Nina Hartstone e John Warhurst - A Quiet Place – Erik Aadahl e Ethan Van der Ryn - Black Panther – Ben Burtt e Steve Boeddeker - First Man – Mildred Iatrou Morgan e Ai-Ling Lee - Roma – Sergio Díaz e Skip Lievsay | Melhor Mistura/Mixagem de Som Bohemian Rhapsody – Paul Massey, Tim Cavagin e John Casali - A Star Is Born – Tom Ozanich, Dean A. Zupancic, Jason Ruder e Steve Morrow - Black Panther – Steve Boeddeker, Brandon Proctor e Peter Devlin - First Man – Jon Taylor, Frank A. Montaño, Ai-Ling Lee e Mary H. Ellis - Roma – Skip Lievsay, Craig Henighan e José Antonio Garcia                                                          |
| Melhor Direção de Arte Black Panther – Hannah Beachler e Jay Hart - First Man – Nathan Crowley e Kathy Lucas - Mary Poppins Returns – John Myhre e Gordon Sim - Roma – Eugenio Caballero e Bárbara Enríquez - The Favourite – Fiona Crombie e Alice Felton | Melhor Cinematografia/Fotografia Roma – Alfonso Cuarón - A Star Is Born – Matthew Libatique - Zimna wojna – Łukasz Żal - The Favourite – Robbie Ryan - Werk ohne Autor – Caleb Deschanel |
| Melhor Maquilhagem/Caracterização Vice – Greg Cannom, Kate Biscoe e Patricia Dehaney - Gräns – Göran Lundström e Pamela Goldammer - Mary Queen of Scots – Jenny Shircore, Marc Pilcher e Jessica Brooks | Melhor Guarda-Roupa/Figurino Black Panther – Ruth E. Carter - The Ballad of Buster Scruggs – Mary Zophres - The Favourite – Sandy Powell - Mary Poppins Returns – Sandy Powell - Mary Queen of Scots – Alexandra Byrne |
| Melhor Montagem/Edição Bohemian Rhapsody – John Ottman - BlacKkKlansman – Barry Alexander Brown - Green Book – Patrick J. Don Vito - Vice – Hank Corwin - The Favourite – Yorgos Mavropsaridis | Melhores Efeitos Visuais First Man – Paul Lambert, Ian Hunter, Tristan Myles e J.D. Schwalm - Avengers: Infinity War – Dan DeLeeuw, Kelly Port, Russell Earl e Dan Sudick - Christopher Robin – Christopher Lawrence, Michael Eames, Theo Jones e Chris Corbould - Ready Player One – Roger Guyett, Grady Cofer, Matthew E. Butler e Dave Shirk - Solo: A Star Wars Story – Rob Bredow, Patrick Tubach, Neil Scanlan e Dominic Tuohy |

### Filmes com múltiplas indicações
| Indicações | Filme                        |
| ---------- | ---------------------------- |
| 10         | The Favourite                |
| 10         | Roma                         |
| 8          | A Star Is Born               |
| 8          | Vice                         |
| 7          | Black Panther                |
| 6          | BlacKkKlansman               |
| 5          | Bohemian Rhapsody            |
| 5          | Green Book                   |
| 4          | First Man                    |
| 4          | Mary Poppins Returns         |
| 3          | Zimna wojna                  |
| 3          | Can You Ever Forgive Me?     |
| 3          | If Beale Street Could Talk   |
| 3          | The Ballad of Buster Scruggs |
| 2          | Isle of Dogs                 |
| 2          | Mary Queen of Scots          |
| 2          | Werk ohne Autor              |
| 2          | RBG                          |

| Prêmios | Filme             |
| ------- | ----------------- |
| 4       | Bohemian Rhapsody |
| 3       | Black Panther     |
| 3       | Green Book        |
| 3       | Roma              |

## Cerimónia

### Produtores
Devido a críticas diversas e audiências em declínio em relação às duas últimas edições, os produtores anteriores Michael De Luca e Jennifer Todd declinaram a produção da cerimónia sendo substituídos por Donna Gigliotti e Glenn Weiss.

### Apresentador
Em 4 de dezembro de 2018, foi anunciado que Kevin Hart seria o apresentador da cerimónia. Hart expressou na altura a honra e o seu entusiasmo pelo convite para apresentador. A controvérsia teve início quando surgiram antigos comentários e anedotas feitas por Hart contendo insultos e discurso homofóbico. Depois de Hart se ter recusado a desculpar-se sobre esse assunto, a 6 de dezembro descartou a hipótese de ser o anfitrião dos Óscares, afirmando que não desejava ser uma "distração" pública para a cerimónia.
Em 9 de janeiro de 2019, foi noticiado que a Academia estaria a planear realizar a cerimónia sem um anfitrião, optando por convidar uma série de apresentadores para os diversos segmentos e entrega dos prêmios nas diversas categorias. A concretizar-se este cenário, seria a primeira vez que a cerimónia não teria um apresentador principal desde o Óscar 1989. Anfitriões anteriores como Seth MacFarlane, Ellen DeGeneres, Neil Patrick Harris, Chris Rock, e Jimmy Kimmel não mostraram interesse em voltar a apresentar a cerimónia. Finalmente, a 5 de fevereiro de 2019, a Academia informou, através de um porta-voz e sem dar maiores detalhes, que a cerimónia não iria ter um apresentador principal.

### Melhor Filme Popular
Em 8 de agosto de 2018, a Academia anunciou a criação da nova categoria "Melhor Filme Popular", para premiar o melhor filme do ano sobre Cultura popular. No entanto esta nova categoria de premiação encontrou uma reação negativa generalizada. No mês seguinte, a Academia anunciou que a introdução desta nova categoria seria objeto de maior reflexão futura sobre o seu impacto.

### Categorias apresentadas durante os intervalos comerciais
De forma a encurtar a transmissão televisiva da cerimónia, a Academia anunciou em 11 de fevereiro de 2019, que quatro categorias - Melhor Cinematografia, Melhor Curta-metragem em Live action, Melhor Montagem e Melhor Maquilhagem e Penteados - seriam apresentadas durante os intervalos comerciais. No entanto, as entregas dos Óscares nessas categorias seriam transmitidas online através do site oficial e os discursos dos vencedores retransmitidos mais tarde na cerimónia. Após algumas reações negativas, nomeadamente de alguns dos profissionais indicados nessas categorias, quatro dias depois a Academia reverteu essa decisão e anunciou que todas as 24 categorias seriam apresentadas durante a transmissão em direto da cerimónia.
A transmissão televisiva desta edição teria uma duração prevista de três horas, sendo estimados 90 segundos para cada vencedor (ou vencedores) nas diversas categorias, desde o momento em que os nomes são anunciados, subam ao palco e completem o discurso de agradecimento. A transmissão da cerimónia acabou por ter uma duração de 3 horas e 23 minutos, a mais curta desde 2012.

## Apresentações e performances
As seguintes personalidades apresentaram categorias ou realizaram números individuais:

### Apresentadores
| Nome(s)                            | Função                                                                                                  |
| ---------------------------------- | --- |
| Randy Thomas                       | Anunciou a abertura do Óscar 2019                                                                       |
| Tina Fey Amy Poehler Maya Rudolph  | Apresentaram a categoria de Melhor Atriz Coadjuvante                                                    |
| Helen Mirren Jason Momoa           | Apresentaram a categoria de Melhor Documentário em Longa-metragem                                       |
| Tom Morello                        | Apresentou o filme Vice na categoria de Melhor Filme                                                    |
| Elsie Fisher Stephan James         | Apresentaram a categoria de Melhor Maquilhagem e Penteados                                              |
| Brian Tyree Henry Melissa McCarthy | Apresentaram a categoria de Melhor Figurino                                                             |
| Chris Evans Jennifer Lopez         | Apresentaram a categoria de Melhor Direção de Arte                                                      |
| Tyler Perry                        | Apresentou a categoria de Melhor Cinematografia                                                         |
| Emilia Clarke                      | Anunciou a apresentação de "I'll Fight"                                                                 |
| Serena Williams                    | Apresentou o filme A Star Is Born na categoria de Melhor Filme                                          |
| Danai Gurira James McAvoy          | Apresentaram as categorias de Melhor Edição de Som e Melhor Mixagem de Som                              |
| Queen Latifah                      | Apresentou o filme The Favourite na categoria de Melhor Filme                                           |
| Javier Bardem Angela Bassett       | Apresentaram a categoria de Melhor Filme Estrangeiro                                                    |
| Keegan-Michael Key                 | Anunciou a apresentação de "The Place Where Lost Things Go"                                             |
| Trevor Noah                        | Apresentou o filme Black Panther na categoria de Melhor Filme                                           |
| Michael Keaton                     | Apresentou a categoria de Melhor Edição                                                                 |
| Daniel Craig Charlize Theron       | Apresentaram a categoria de Melhor Ator Coadjuvante                                                     |
| Laura Dern                         | Anunciaram uma apresentação especial do Academy Museum of Motion Pictures                               |
| Pharrell Williams Michelle Yeoh    | Apresentaram a categoria de Melhor Filme de Animação                                                    |
| Kacey Musgraves                    | Anunciou a apresentação de "When a Cowboy Trades His Spurs for Wings"                                   |
| Dana Carvey Mike Myers             | Apresentaram o filme Bohemian Rhapsody na categoria de Melhor Filme                                     |
| Awkwafina John Mulaney             | Apresentaram as categorias de Melhor Animação em Curta-metragem e Melhor Documentário em Curta-metragem |
| José Andrés Diego Luna             | Apresentaram o filme Roma na categoria de Melhor Filme                                                  |
| Sarah Paulson Paul Rudd            | Apresentaram a categoria de Melhores Efeitos Visuais                                                    |
| KiKi Layne Krysten Ritter          | Apresentaram a categoria de Melhor Curta-metragem                                                       |
| Samuel L. Jackson Brie Larson      | Apresentaram as categorias de Melhor Roteiro Original e Melhor Roteiro Adaptado                         |
| Michael B. Jordan Tessa Thompson   | Apresentaram a categoria de Melhor Trilha Sonora                                                        |
| Chadwick Boseman Constance Wu      | Apresentaram a categoria de Melhor Canção Original                                                      |
| John Bailey                        | Apresentou o tributo In Memoriam                                                                        |
| Barbra Streisand                   | Apresentou o filme BlacKkKlansman na categoria de Melhor Filme                                          |
| Allison Janney Gary Oldman         | Apresentaram a categoria de Melhor Ator                                                                 |
| John Lewis Amandla Stenberg        | Apresentaram o filme Green Book na categoria de Melhor Filme                                            |
| Frances McDormand Sam Rockwell     | Apresentaram a categoria de Melhor Atriz                                                                |
| Guillermo del Toro                 | Apresentou a categoria de Melhor Diretor                                                                |
| Julia Roberts                      | Apresentou a categoria de Melhor Filme e encerrou a cerimónia                                           |

### Performances
| Intérprete(s)                                        | Performance                                                                     |
| ---------------------------------------------------- | ------------------------------------------------------------------------------- |
| Queen & Adam Lambert                                 | "We Will Rock You" e "We Are the Champions"                                     |
| Kendrick Lamar SZA                                   | "All the Stars" de Black Panther                                                |
| Jennifer Hudson                                      | "I'll Fight" de RBG                                                             |
| Bette Midler                                         | "The Place Where Lost Things Go" de Mary Poppins Returns                        |
| Bradley Cooper Lady Gaga                             | "Shallow" de A Star Is Born                                                     |
| Tim Blake Nelson Willie Watson                       | "When a Cowboy Trades His Spurs for Wings" de The Ballad of Buster Scruggs      |
| Gustavo Dudamel Orquestra Filarmónica de Los Angeles | Tributo In Memoriam com o tema "Leaving Home" da banda sonora do filme Superman |

## In Memoriam
O tributo anual In Memoriam, em homenagem aos artistas falecidos no ano anterior, foi introduzido pelo presidente da Academia John Bailey. Durante a apresentação, o maestro Gustavo Dudamel conduziu a Orquestra Filarmónica de Los Angeles tocando o tema Leaving Home da banda sonora do filme Superman de autoria de John Williams.
Nomes como Verne Troyer, Carol Channing, Stanley Donen, R. Lee Ermey, Sondra Locke, John Mahoney e Julie Adams não foram mencionados no segmento.
- Susan Anspach
- Ermanno Olmi
- Richard Greenberg
- John Carter
- John Morris
- Bernardo Bertolucci
- Michel Legrand
- Margot Kidder
- Alixe Gordin
- Neil Simon
- Richard H. Kline
- Vittorio Taviani
- Elizabeth Sung
- Françoise Bonnot
- Burt Reynolds
- Kitty O'Neil
- Pablo Ferro
- Samuel Hadida
- Raymond Chow
- Pierre Rissient
- Anne V. Coates
- Paul Bloch
- Shinobu Hashimoto
- Richard Marks
- Stéphane Audran
- Robby Müller
- Craig Zadan
- Barbara Harris
- Claude Lanzmann
- Martin Bregman
- Nelson Pereira dos Santos
- Will Vinton
- Miloš Forman
- Witold Sobociński
- Dan Striepeke
- Penny Marshall
- Isao Takahata
- Stephen Vaughan
- Stan Lee
- William Goldman
- John M. Dwyer
- Tab Hunter
- Yvonne Blake
- Nicolas Roeg
- James Karen
- Gregg Rudloff
- Gloria Katz
- Bruno Ganz
- Audrey Wells
- Albert Finney